# 锁瑚菌科
锁瑚菌科（学名：Clavulinaceae）也称锁珊菌科、灰瑚菌科，为鸡油菌目的一个科。此科的模式属为锁瑚菌属(Clavulina)。

## 下级分类
本科包括以下属：
- Ceratella (Quélet) Bigeard & H.Guillemin, 1913
- Lepidostroma

曾经是锁瑚菌科的属：
- Burgella
- 锁瑚菌属 Clavulina
- Membranomyces
- 藻瑚菌属 Multiclavula